# .17 Ackley Bee
El .17 Ackley Bee es un cartucho de fuego central para riflediseñado por PO Ackley, del casquillo del .218 Bee al que se le ajustó el cuello para alojar proyectiles calibre.17, y al que se le pronunció el ángulo. También se redujo la conicidad del casquillo. Al contar con un casquillo anillado fue destinado al uso en rifles monotiro. El calibre es muy adecuado para la caza menor, en especial de alimañas.